# يوجي أويدا (مؤدي أصوات من هيوغو)
يوجي أويدا (上田燿司 أويدا يوجي) هو مؤدي أصوات ياباني ولد في 7 أغسطس 1971 في محافظة هيوغو.

## أدواره في الأنمي

### مسلسلات أنمي تلفزيونية
- مغامرة جوجو الغريبة - روبرت إي أو سبيدواغون
- سايونارا زِتسبو سينسيه - كاغيرو أوسوي
- زوكو سايونارا زِتسبو سينسيه - كاغيرو أوسوي
- زان سايونارا زِتسبو سينسيه - كاغيرو أوسوي
- إيكي توسن - كاكوتون غنجو، كانّيه
- ماريا هوليك - الراوي
- ماريا هوليك ألايف - الراوي
- بيرسونا ترينيتي سول - تومويوكي كايانو
- بلود سي - كائن أثري (القطار)
- بالرغم من ذلك, البلدة تدور - الراوي
- أمير التنس الجديد - كيه تانيشي
- تايغر آند باني - العمدة، بارنابي بروكس
- سلسلة مونوغاتاري الموسم الثاني - كوتشيناوا
- باسيليسك - كيساراغي سايمون
- ناروتو - غاماكيتشي
- ناروتو شيبودن - غاماكيتشي، كو هيوغا
- روك لي وأصدقائه النينجا - غاماكيتشي
- معرض الفن المزيف - ماركو
- دورارارا!! ×2 المنتصف - كيسكي أداباشي
- دورارارا!! ×2 الخاتمة - كيسكي أداباشي
- أسوماتسو-سان - ديكابان
- غانغستا - دييغو مونتيس
- ون بنتش مان - ملك تحت الأرضيين.
- أسد مارس - هاناوكا.
- سمر تايم ريندا - تيتسو توتسومارو.

### أنمي الإنترنت
- نينجا سلاير فروم أنيميشن - آرسون

### أوفا أنمي
- غوكو سايونارا زِتسبو سينسيه - كاغيرو أوسوي
- أمير التنس: البطولة المحلية - كيه تانيشي
- شاكوغان نو شانا S - والد جونكو أوغامي

## أدواره في ألعاب الفيديو
- مغامرة جوجو الغريبة: أول ستار باتل - روبرت إي أو سبيدواغون
- مغامرة جوجو الغريبة: آيز أوف هيفن - روبرت إي أو سبيدواغون

## أدواره في الدبلجة اليابانية
- ستة أقدام تحت الأرض - فيديريكو دياز
- وقت المغامرة - رجل السحر
- سو - ستيفن سينغ
- سبونج بوب سكوير بانتس - شفيق مجسات
- فيلم سبونج بوب سكوير بانتس: الإسفنج خارج المياه - سكويدوارد تينتاكلز
- بليد رانر 2049 - كوكو

## وصلات خارجية
- يوجي أويدا على موقع IMDb (الإنجليزية)
- يوجي أويدا على موقع ميوزك برينز (الإنجليزية)
- يوجي أويدا على موقع قاعدة بيانات الفيلم (الإنجليزية)
- يوجي أويدا على موقع كينوبويسك (الروسية)
- يوجي أويدا على موقع ANN person (الإنجليزية)

- صفحة IMDb